# Liste der Inseln im Bodensee
Die Liste der Inseln im Bodensee enthält die Inseln im Bodensee, aufgeführt in Ost-West-Richtung.
| Nr. | Insel                            | Fläche (m²)                     | Einwohner | Gemeinde                                                    | Seeteil                      | Koordinaten                       |
| --- | -------------------------------- | ------------------------------- | --------- | ----------------------------------------------------------- | ---------------------------- | --------------------------------- |
| 1   | Vogelinsel                       | 710                             | –         | Nähe Lindau (Stadtteil Zech), jedoch nicht inkommunalisiert | Obersee                      | 47° 32′ 07″ N, 009° 43′ 36″ O     |
| 2   | Galgeninsel                      | seit 19. Jahrhundert Halbinsel  | (–)       | Lindau (Stadtteil Reutin)                                   | Obersee, Reutiner Bucht      | 47° 33′ 00″ N, 009° 42′ 14″ O     |
| 3   | Hoy                              | 53                              | –         | Lindau (Stadtteil Reutin)                                   | Obersee, Reutiner Bucht      | 47° 32′ 57,4″ N, 009° 41′ 48,0″ O |
| 4   | Lindau                           | 519.183                         | 2.636     | Lindau (Stadtteil Lindau-Insel)                             | Obersee                      | 47° 32′ 47″ N, 009° 41′ 00″ O     |
| 5   | Tegerstein                       | im 19. Jahrhundert verschwunden | (–)       | Lindau (Stadtteil Hoyren, Degelstein)                       | Obersee                      | 47° 33′ 21″ N, 009° 39′ 27″ O     |
| 6   | Wasserburg                       | seit 1720 Halbinsel             | (27)      | Wasserburg                                                  | Obersee                      | 47° 34′ 02″ N, 009° 37′ 46″ O     |
| 7   | Vogelinseln/ehem. Dorniermole    | 6.391/4.329                     | –         | Immenstaad                                                  | Obersee, Bodenseenordufer    | 47° 39′ 50,0″ N, 009° 23′ 14,0″ O |
| 8   | Mainau                           | 447.584                         | 185       | Konstanz (Stadtteil Litzelstetten)                          | Obersee, Überlinger See      | 47° 42′ 18″ N, 009° 11′ 46″ O     |
| 9   | Wulesaueninsle                   | 17.500                          | –         | Kreuzlingen                                                 | Obersee, Konstanzer Trichter | 47° 39′ 12,0″ N, 009° 11′ 02,0″ O |
| 10  | Dominikanerinsel                 | 18.318                          | 21        | Konstanz (Stadtteil Altstadt)                               | Obersee, Konstanzer Trichter | 47° 39′ 51,0″ N, 009° 10′ 42,0″ O |
| 11  | Kopf, „Mittler oder Langbohl“    | 31.254                          | –         | Konstanz (Stadtteil Industriegebiet)                        | Untersee, Rheinsee           | 47° 40′ 18″ N, 009° 07′ 32″ O     |
| 12  | Langenrain oder Triboldingerbohl | 135.570                         | –         | Konstanz (Stadtteil Industriegebiet)                        | Untersee, Rheinsee           | 47° 40′ 20″ N, 009° 07′ 22″ O     |
| 13  | Entlibühl                        | um das Jahr 2000 verschwunden   | (–)       | Gottlieben                                                  | Untersee                     | 47° 39′ 57,1″ N, 009° 06′ 59,3″ O |
| 14  | Reichenau                        | 4.300.000                       | 3.570     | Reichenau (Unterzell/Mittelzell/Oberzell)                   | Untersee                     | 47° 41′ 40″ N, 009° 03′ 48″ O     |
| 15  | Liebesinsel                      | 2.620                           | –         | Radolfzell (Ortsteil Mettnau)                               | Untersee, Zeller See         | 47° 43′ 18″ N, 009° 00′ 19″ O     |
| 16  | Insel Werd                       | 15.854                          | 9         | Eschenz (Ortsteil Untereschenz)                             | Untersee, Rheinsee/Hochrhein | 47° 39′ 19″ N, 008° 52′ 00″ O     |
| 17  | Mittleres Werdli                 | 4.000                           | –         | Stein am Rhein                                              | Untersee, Rheinsee/Hochrhein | 47° 39′ 24″ N, 008° 51′ 57″ O     |
| 18  | Unteres Werdli                   | 6.000                           | –         | Stein am Rhein                                              | Untersee, Rheinsee/Hochrhein | 47° 39′ 25″ N, 008° 51′ 50″ O     |
|     | Bodensee-Inseln                  | 5.509.366                       | ca. 6.400 | 10 Gemeinden                                                |                              |                                   |